# Flée (Côte-d’Or)
Flée korábbi község (település) Franciaországban, Côte-d’Or megyében. 2019. január 1-jén Bierre-lès-Semur községgel egyesült és Le Val-Larrey új község része lett.
Lakosainak száma 172 fő (2018. január 1.). Flée Semur-en-Auxois, Pont-et-Massène, Précy-sous-Thil, Roilly, Bierre-lès-Semur, Brianny, Courcelles-lès-Semur és Montigny-sur-Armançon községekkel határos.

## Népesség
A település népességének változása:
| Lakosok száma | 167  | 167  | 171  | 170  | 172  |
|               | 2013 | 2015 | 2016 | 2017 | 2018 |